# Da pacem Domine (Pärt)
Da pacem Domine (Dona la pau, Senyor) és una composició coral d'Arvo Pärt sobre la pregària llatina per la pau Da pacem Domine, composta per primera vegada l'any 2004 per a quatre veus. Posteriorment, l'autor va fer diferents versions, amb instruments de corda i per orquestra i cor, que es troben publicades per Universal Edition.

## Història
L'obra va ser encarregada per Jordi Savall per a un concert per la pau a Barcelona l'1 de juliol de 2004. Pärt va començar la composició dos dies després dels atemptats als trens a Madrid de l'11 de març de 2004, en memòria de les víctimes. Va ser enregistrat per primera vegada el 29 de març de 2005 pel Hilliard Ensemble a St. Gerold, Àustria. A Espanya s'interpreta anualment per commemorar les víctimes.
El text és un himne del segle VI o VII basat en els versos bíblics 2 Re 20:19, 2 Cr 20:12-15 i Salms 72:6-7. Da pacem Domine és un únic moviment d'uns cinc minuts de durada. Originalment, estava compost per a quatre veus. Pärt va escriure més tard diverses versions, també per a veus i orquestra de corda, i per a instruments sols, quartet de corda o orquestra de corda i cor. Han estat publicats per Universal Edition. La primera actuació de la versió per a veus i orquestra de corda va ser a Tallinn el 18 de maig de 2007 a l'església Niguliste, amb el Cor de Cambra Filharmònica d'Estònia i l'Orquestra de Cambra de Tallinn, dirigida per Tõnu Kaljuste.
El crític musical i escriptor David Vernier va comentar les subtils tècniques de composició d'Arvo Pärt, formant l'estructura de la música a partir de "materials elementals" com ara "sonoritat, veu i harmonies rudimentàries". Vernier va assenyalar "una subordinació gairebé completa de la influència rítmica i la relegació de la melodia a una presència més o menys implícita".

Una ressenya a The New York Times va esmentar el "desarrelament temporal" del compositor i esmentava:
| « | A la superfície, són partitures meditatives i de moviment lent. "Da Pacem Domine" (2004), una pregària per la pau, s'emet en tons sostinguts amb poc creixement harmònic i gairebé cap impuls, però l'oient es veu atret inexorablement a la seva hipnòtica textura vocal de quatre parts sense acompanyament. | » |

## Enregistraments seleccionats
- Arvo Pärt: Lamentate / Da Pacem Domine & Lamentate, Hilliard Ensemble, 2005
- Da pacem, Cor de Cambra Filharmònica d'Estònia, Paul Hillier, 2006
- In principio, Cor de Cambra Filharmònica d'Estònia, Tõnu Kaljuste, 2009